# メーサリエン郡
座標: 北緯18度9分34秒 東経97度56分1秒 / 北緯18.15944度 東経97.93361度
メーサリエン郡（メーサリエンぐん）はタイ北部・メーホンソーン県にある郡（アムプー）である。

## 名称
メー・サリエンとは「サリエン川」と言う意味である。

## 歴史
メーサリエンの歴史は古い。旧名をムアンユワムという。ラーンナー・マンラーイ朝時代、ムアンプラーオを治めていた即位前のティローカラート王が父からの懲罰によりこの地に左遷され治めていたと言われる。
その後、ビルマ統治時代末期、ラーンナー地域各地で動乱が勃発したが、ムアンユワムでは1727年にテープシンという人物がムアンユワムから兵を率いてチエンマイを攻め落とし住んでいたビルマ人とモン族を殺戮した。この功績により、テープシンは地元で英雄とされる。
その後、メーサリエンはチエンマイの属国となったがコメなどを朝貢していたわけではなく、森林製品を朝貢することによって成り立っていたと考えられる。
1900年チャクリー改革により、ムアンユワムは郡（アムプー）となった。その後、ムアンユワムが同県にあるクンユワム郡と紛らわしいので地元を流れる川、メー・サリエンにちなんで現在の名前に改称した。

## 地理
郡の中心部はユワン川の形成した盆地に位置する。その東西を山岳地帯が被っている。また西のビルマとの国境沿いにはサルウィン川が流れており郡西部の盆地となっている。郡内の重要な水源はサルウィン川、ユワン川、メーサリエン川などである。郡内の約90%の土地が未開発地となっており、10%の土地が開発地となっている。これらの開発地のほとんどは、タムボン・メーユワン、タムボン・バーンカート、タムボン・メーサリエンに集中している。また郡の未開発地である東部にはメー・トー国立公園、西部にはサーラウィン国立公園がある。

## 経済
郡の主な産業は、農業、サラリーマン業、商売である。主な農業生産品は、コメ、ダイズ、ラッカセイ、ニンニク、ネギ、キャベツである。

## 行政区分
郡は7のタムボンに分かれ、さらにその下位に74の村（ムーバーン）がある。自治体（テーサバーン）があり以下のようになっている。
- テーサバーンタムボン・メーサリエン・・・タムボン・バーンカート、タムボン・メーサリエンの一部

また、郡内には7のタムボン行政体（オンカーンボーリハーンスワンタムボン）がある。
1. タムボン・バーンカート・・・ตำบลบ้านกาศ
2. タムボン・メーサリエン・・・ตำบลแม่สะเรียง
3. タムボン・メーコン・・・ตำบลแม่คง
4. タムボン・メーホ・・・ตำบลแม่เหาะ
5. タムボン・メーユワム・・・ตำบลแม่ยวม
6. タムボン・サオヒン・・・ตำบลเสาหิน
7. （欠番）
8. タムボン・パーペー・・・ตำบลป่าแป๋